# Cycnium tubulosum
Cycnium tubulosum är en snyltrotsväxtart. Cycnium tubulosum ingår i släktet Cycnium och familjen snyltrotsväxter.

## Underarter
Arten delas in i följande underarter:
- C. t. montanum
- C. t. tubulosum